# ニチロ
株式会社ニチロ（Nichiro Corporation）は、かつて存在した日本の水産、食品会社。旧商号は日魯漁業株式会社（にちろぎょぎょう）。

## 概要
堤清六と平塚常次郎が北洋漁業を行うために創業した会社を起源とし、水揚げされた鮭、カニなどの流通のために冷凍食品や缶詰の加工販売にノウハウを持つ。加工食品は「あけぼの」のブランドで広く流通された。創業時の社名の「日魯」は、会社の公式サイトにおいては、縦書きにすると「日魚日」と分かち書きが可能であり、日々の豊漁を示して縁起が良いという所からの命名とされている。また「魯」は北洋漁業の漁場国であるロシアの漢字表記異称である「魯西亜」の頭文字でもある。1905年の日露戦争が日本の勝利で終結し、ポーツマス条約で北洋漁業の操業権を獲得して、ロシアのペトロパブロフスク・カムチャツキーに日魯漁業の漁業基地が設置された事が由来。
子会社に鮭・カニの漁獲、加工のPeter Pan Seafoods, Inc.（米国）、海老の漁獲、加工のP.T. Alfa Kurnia Fish Enterprise（インドネシア）、水産加工品の製造及び販売を行う日照日魯栄信食品有限公司（中国）等をもっていた。
2007年（平成19年）に同業のマルハと経営統合し、統合持株会社「マルハニチロホールディングス」（マルハの持株会社「マルハグループ本社」の改組）の子会社になった。2008年4月1日にマルハニチロホールディングス内の事業再編に伴い、法人格はニチロとマルハの食品部門同士を統合したマルハニチロ食品に改組された後、2014年にマルハニチロ水産（マルハニチロの水産部門、法人格は旧「マルハ」の改組）に吸収合併（事業統合）されてマルハニチロとなった。

## 沿革

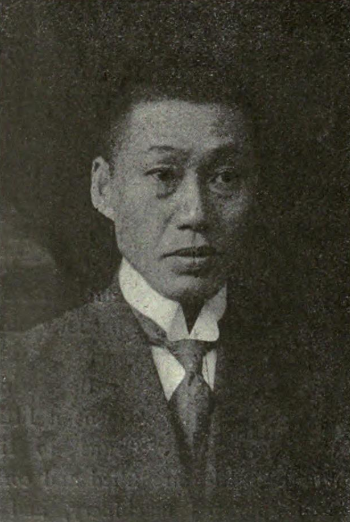
鍋島態道取締役

- 1906年（明治39年） - 堤清六と平塚常次郎により堤商会創業。
- 1907年（明治40年）6月4日 -「宝寿丸163トン」を購入して、新潟港より北洋漁業（サケ・マス漁）へ初出漁。
- 1910年（明治43年） - 日本水産の創業者でもある田村市郎により北海道函館市で一井組創立。
- 1912年（明治45年） - 缶詰製造の輸出食品株式会社創業。
- 1913年（大正2年） - 日本初の衛生缶を使用した缶詰の工業的な大量生産を開始。現在も商標として使用される「あけぼの印（DAY BREAK BRAND）」を初めて使用する。
- 1914年（大正3年）3月12日 - 一井組が旧・日魯漁業株式会社へ改組。
- 1919年（大正8年） - 堤商会を極東漁業へ改組。
- 1920年（大正9年） - 輸出食品株式会社と極東漁業が合併し輸出食品株式会社へ改組。
- 1921年（大正10年） - 輸出食品株式会社と勘察加(カムサツカ)漁業株式会社および旧・日魯漁業株式会社の3社が合併。日魯漁業株式会社の商号を継承し、本店を東京市日本橋区に置く。
- 1923年（大正12年） - 本社を東京市麹町区丸ノ内に移転。
- 1929年（昭和4年）4月 - 島徳事件（宇田事件）。宇田貫一郎・島徳蔵・中山説太郎らによる日魯漁業の露領漁区高値落札、会社の乗っ取り事件。
- 1943年（昭和18年）4月 - 満洲証券取引所上場廃止。
- 1949年（昭和24年）5月 - 東京証券取引所に上場。
- 1952年（昭和27年） - 北洋母船式サケ・マス・カニ漁業を再開。
- 1969年（昭和44年） - 本社を現在の東京都千代田区有楽町に移転。
- 1978年（昭和53年）- チリ共和国にニチロチリを設立。チリ政府の協力を得てプエルト・モントにてギンザケの養殖を始める。翌年にはプエルト・モント湾に幼魚を移送して生け簀で海水養殖を開始し、1981年チリで初めて、海面養殖によるギンザケ130トンが水揚された。[2]
- 1979年（昭和54年） - 米Peter Pan Seafoods, Inc.を買収。
- 1990年（平成2年）1月1日 - 商号を株式会社ニチロに変更。
- 2007年（平成19年）10月 - マルハとの経営統合により、統合持株会社マルハニチロホールディングスを設立。同社の子会社に。
- 2008年（平成20年）4月1日 - グループ内の事業再編に伴い、水産事業をマルハ改めマルハニチロ水産に、および畜産事業を新会社のマルハニチロ畜産に譲渡の上、グループ内の食品事業をニチロに集約して、商号を「株式会社マルハニチロ食品」に変更[1]。
- 2013年（平成25年）
  - JPKコールドストレージ設立
  - シーフードコネクション社に資本参加
  - オーストラル・フィッシャリーズに資本参加
- 2014年（平成26年）4月1日 - マルハニチロ食品がマルハニチロ水産（旧・マルハ）に吸収合併され解散（法人格消滅）。

## 建築物

### 堤商会事務所
1916年（大正5年）建築の木造3階建洋館。北海道函館市弁天町15番12号。函館市景観形成指定建築物指定23番。

### ニチロビルディング

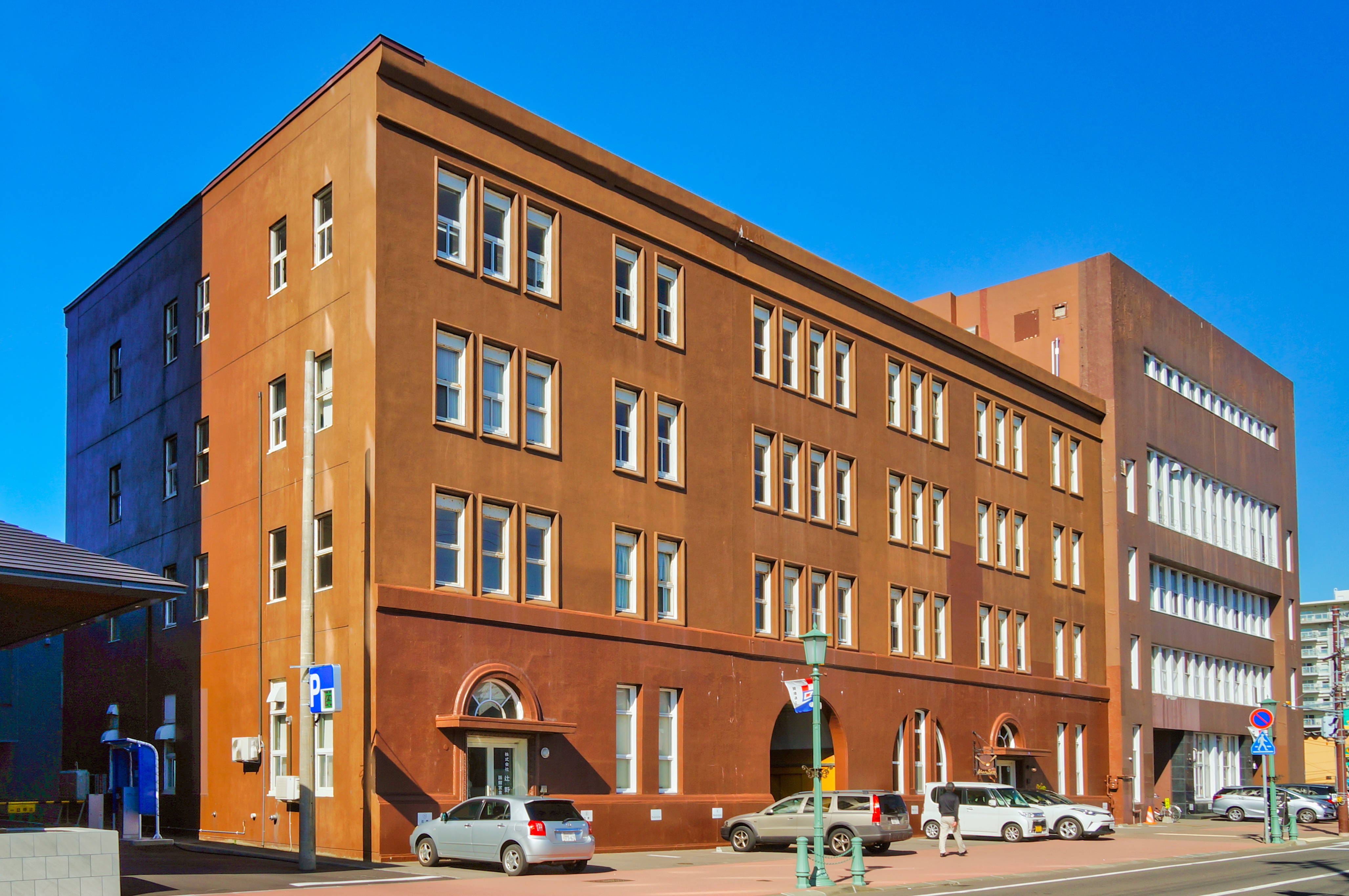
函館ニチロビルディング（日魯漁業函館支店）2号館・3号館（2018年10月撮影）

函館市の旧社屋ニチロビルディングは北洋漁業の象徴とされた。
1929年（昭和4年）に1号館、1932年（昭和7年）に2号館、1937年（昭和12年）に3号館（図師嘉彦が設計）が建設された。建築は函館大火（1921年）後であったことから鉄筋コンクリート建築とされ、完成当時「東京以北最大のコンクリート建築」と称された。
3号館は日魯ビル新館とも呼ばれ、1950年（昭和25年）10月から1956年（昭和31年）まで北海道庁渡島支庁（現・渡島総合振興局）、さらに北海道放送（HBC）函館放送局が開局時の1953年（昭和28年）から24年間にわたり入居した。渡島支庁1階から3階、屋上無線室、北海道放送（HBC）函館放送局は4階に入居した(HBC劇場)。
渡島支庁はシャウプ勧告による税制改革や社会福祉事業法の施行などにより、職員の大幅増員が見込まれた。さらに機能強化を図る必要から、分散していた税務課分室（旧・金森ビルの一部に入居）も統合し、市内中心部にある当ビルに移転した。1956年（昭和31年）11月、旧元町庁舎（道有地）と市内五稜郭町の函館市市有地（現在は函館市中央図書館の敷地となっている）の対等交換で渡島支庁総合庁舎が新築、移転した。
その後
このうち1号館は1970年（昭和45年）に取り壊され、跡地は函館国際ホテルとなった。2号館と3号館はマルハニチログループのマルハニチロアセットが所有していたが、2022年（令和4年）9月30日付で売却された。
2023年（令和5年）9月、ニチロビルディングの建物が解体されることが報じられた。